# Балилешти (Тигвени)
Балилешти (рум. Bălilești) насеље је у Румунији у округу Арђеш у општини Тигвени. Oпштина се налази на надморској висини од 422 m.

## Становништво
Према подацима из 2011. године у насељу је живело 155 становника.